# Francesco I Acciaioli
Francis o Francesco I Acciaioli fue el hijo de Nerio II Acciaioli con su segunda esposa Clara Zorzi. Sucedió a la muerte de su padre en 1451 en el Ducado de Atenas bajo la regencia de su madre.
Su madre se casó con el veneciano Bartolomeo Contarini (1453). Sin embargo, Mehmed II, el sultán otomano, intervino ante la insistencia del pueblo en nombre del joven duque Francesco y convocó a Bartolomeo y a Clara a su corte en Adrianópolis. Otro Acciaioli, Francesco II, fue enviado a Atenas como un duque cliente turco. Evidentemente, los ciudadanos habían desconfiado de la influencia de los dos amantes sobre el joven duque, por cuya seguridad hubieran temido. El joven Francesco I permaneció en la corte del sultán otomano.